# En nooit weerom
En nooit weerom is het achtste Nederlandstalige studioalbum van Herman van Veen, opgenomen in de MC Studio en verschenen in 1974. De presentatie  van het album vond plaats op 27 oktober 1974, toen Herman van Veen met Harry Sacksioni en Erik van der Wurff een concert(je) gaf in de Sint-Janskerk in Maastricht. Het was tevens de opening van een tournee, die Van Veen ook in Frankrijk en Duitsland bracht na een periode van rust. In 1977 werd het album goud, goed voor verkochte 25.000 exemplaren. 

## Nummers
| Nr. | Titel              | Schrijver(s)                                                        | Duur |
| --- | ------------------ | ------------------------------------------------------------------- | ---- |
| 1.  | Verzameling        | Erik van der Wurff, Harry Sacksioni, Herman van Veen, Rob Chrispijn | 2:35 |
| 2.  | Eenzaam lichaam    | Laurens van Rooyen, Herman van Veen                                 | 2:54 |
| 3.  | Dromer in de bocht | Erik van der Wurff, Herman van Veen, Rob Chrispijn                  | 2:49 |
| 4.  | Het liefdeslied    | Laurens van Rooyen, Herman van Veen                                 | 2:02 |
| 5.  | Kind aan huis      | Erik van der Wurff, Herman van Veen, Rob Chrispijn                  | 4:48 |
| 6.  | De slag bij daarom | Erik van der Wurff, Herman van Veen, Rob Chrispijn                  | 2:52 |

| 1.                 | Wonderwat         | Erik van der Wurff, Herman van Veen, Rob Chrispijn                  | 3:26 |
| 2.                 | Oma Louise        | Erik van der Wurff, Herman van Veen                                 | 2:09 |
| 3.                 | Breekbaar         | Harry Sacksioni                                                     | 2:08 |
| 4.                 | Minder            | Erik van der Wurff, Harry Sacksioni, Herman van Veen, Rob Chrispijn | 3:39 |
| 5.                 | Nel               | Laurens van Rooyen, Herman van Veen                                 | 2:41 |
| 6.                 | Kletsnatte clowns | Erik van der Wurff, Herman van Veen, Rob Chrispijn                  | 3:01 |
| Totale duur: 35:04 |                   |                                                                     |      |

## Muzikanten
De credits op de oorspronkelijke langspeelplaat vermeldden:
- Wim Abma - fluit, alt fluit
- Frans Baan - fagot
- Hans Bonsel - cello
- Ruud Brink - klarinet, tenorsaxofoon
- Fons Diercks - trompet
- Wim Essed - bas
- Leo Gerritsen - accordeon, baritonsaxofoon, klarinet
- Tonnie Koning - drums
- Hans Koppes - tuba
- Anita Meyer - achtergrondzang
- Gildo del Mistro - koor
- Patricia Paay - achtergrondzang
- Fred Pot - cello
- Laurens van Rooyen - piano
- Hans de Ruyter - trombone
- Harry Sacksioni - gitaar, elektrisch gitaar
- Sander Sprong - basklarinet, klarinet
- Erik van der Wurff - piano, elektrisch piano, orgel, percussie